# Etienne De Groot
Etienne C. F. De Groot (Antwerpen, 17 februari 1948) is voormalig rechter en voormalig Voorzitter Nederlandstalige taalgroep in het Belgisch Grondwettelijk Hof. Tevens was hij politicus voor de PVV / VLD. Sinds 2018 is hij emeritus Voorzitter van het Grondwettelijk Hof.

## Levensloop
In 1973 werd hij doctor in de geneeskunde aan de Rijksuniversiteit Gent (nu UGENT) en in 1980 werd hij licentiaat in de Rechten aan de Vrije Universiteit Brussel. Hij had een praktijk als arts en was professor aan de Vrije Universiteit Brussel in de Faculteiten Geneeskunde en Farmacie, Lichamelijke Opvoeding en Kinesitherapie tot aan het bereiken van de pensioengerechtigde leeftijd. Hij behaalde een PhD met het 'Onderzoek naar een doeltreffend tuchtrecht voor gezondheidsberoepen' aan de Vrije Universiteit Brussel. Sinds 2018 is hij gastprofessor aan de Faculteit Geneeskunde en Farmacie. Hij is voorzitter van het Ethisch Comité van de Vrije Universiteit Brussel. In de hoedanigheid van Nederlandstalig magistraat werd hij aangesteld als lid van het Raadgevend Comité voor Bio-ethiek sinds 2000. Hij is lid van de Federale controle-en evaluatiecommissie voor de euthanasie in de hoedanigheid van arts, en was lange tijd opleider van LEIF-artsen. Ook is hij vrijmetselaar.
Voor de PVV (VLD) zetelde hij van 1981 tot 1995 en voor enkele maanden in 1999 in de Kamer van volksvertegenwoordigers, als verkozene voor het kiesarrondissement Antwerpen. In de periode december 1981-mei 1995 had hij als gevolg van het toen bestaande dubbelmandaat ook zitting in de Vlaamse Raad. De Vlaamse Raad was vanaf 21 oktober 1980 de opvolger van de Cultuurraad voor de Nederlandse Cultuurgemeenschap, die op 7 december 1971 werd geïnstalleerd, en was de voorloper van het huidige Vlaams Parlement. Bij de eerste rechtstreekse verkiezingen voor het Vlaams Parlement van 21 mei 1995 werd hij verkozen in de kiesarrondissement Antwerpen. Hij bleef Vlaams volksvertegenwoordiger tot juni 1999.
Hij was eveneens politiek actief in de gemeente Boom, waar hij tussen 1983 en 1985 schepen en tussen 1986 en 1995 burgemeester was.
Op 17 december 1999 werd hij rechter bij het Grondwettelijk Hof, tot 2007 Arbitragehof genaamd. Hij volgde Louis De Grève op in dit mandaat. Op 1 februari 2016 volgde hij André Alen op als Nederlandstalig voorzitter van het Hof. Zijn rechterschap en zijn voorzitterschap van de Nederlandstalige taalgroep in het Grondwettelijk Hof liepen in februari 2018 ten einde toen hij de leeftijdsgrens bereikte. Sindsdien is hij emeritus voorzitter van het Grondwettelijk Hof.
Eretekens: 
- Grootkruis in de Kroonorde
- Burgerlijk Kruis eerste klasse
- Commandeur in de Leopoldsorde